# الطفاوة
الطُّفاوَة قبيلة عربية قيسية مضرية عدنانية واحدهم (طُفَاويّ)، تنحدر من أعصر بن سعد بن قيس عيلان سكنو معظمهم في البصرة بلعراق وفي نجد

## نسبهم
ينتسب الطفاوة إلى ثلاث أبناء لأعصر بن سعد وهم:
- ثلعبة بن أعصر بن سعد بن قيس عيلان
- عامر بن أعصر بن سعد بن قيس عيلان
- معاوية بن أعصر بن سعد بن قيس عيلان

وهم أبناء :
- طفاوة بنت جرم بن ربان بن بن حلوان بن عمران بن الحافي بن قضاعة

وأشتهرو بأسم أمهم
ورأي بعض أهل النسب أن الطفاوة من بقايا ثمود, ولكن الأشهر أنهم من أعصر

### أقرب القبائل نسباً لهم
أقرب القبائل للطفاوة نسبًا هي قبيلة باهلة وبنو غنى أبناء أعصر ثم بنو غطفان بن سعد

## تاريخهم
ديار الطفاوة في الجاهلية من ديار أعصر في اليمامة ونجد وبعد الإسلام لم يذكر عنهم إلا أنهم في البصرة في العراق في منطقة تدعى الطفاوة نسبه لهم، ومنهئم في الجاهلية سيدهم كرز الطفاوي وله يقول الشاعر الأسود بن يعفر فيه: 

ومنهم: حسان بْن الصَّعق، كَانَ أيام بشر بْن مروان عَلَى الشرطة، وقَالَ الشَّاعِر: 
ومنهم فرع يدعى الحبال كانو في الهجيم، من بطونهم المحالفة بنو سنان وبنو جسر كانو في بني شيبان حلفاء

## راسب والطفاوة
أختصم الطفاوة وبنو راسب في غلام أدعوه، وأقاموا جميعاً البينة عند زياد، فأشكل على زياد أمره، فقال سعد الرابية من بني عمرو بن يربوع أصلح الله الأمير، قد تبين لي في هذا الغلام القضاء; قولقد شهدت البينة لبني راسب والطفاوة، فولني الحكم بينهما. قال : وماعندك في ذلك؟ قال أرى أن يلقى في النهر فإن رسب فهو لبني راسب، وإن طفا فهو لبني الطفاوة، فأخذ زياد نعليه وقام وقد غلبه الضحك، ثم أرسل إليه: إني أنهاك عن المزاح في مجلسي، قال أصلح الله الأمير، حضرني أمر خفت أن أنساه. فضحك زياد وقال: لا تعودن

## مشاهير الطفاوة
- كرز الطفاوي، سيدهم في الجاهلية
- أبو المنذر محمد بن عبد الرحمن الطفاوي، من أئمة البصرة
- أبو المعذل عطية الطفاوي، من تابعي البصرة
- مدرك بن عبد الرحمن الطفاوي، راوي من أهل البصرة
- عبد الله بن عيسى الطفاوي، من أهل البصرة سكن بغداد وحدث بها عن أبيه ومسمع بن عاصم
- أبو المهلب هريم بن عثمان بن عبد الله الطفاوي، من أهل البصرة روى عن سلام بن مسكين وجماعه غير[9]